# Nelas
Nelas ist eine Kleinstadt (Vila) und ein Kreis (Concelho) in Portugal mit 13.119 Einwohnern (Stand 19. April 2021).

## Geschichte
Eine Vielzahl Funde belegen eine vorgeschichtliche Besiedlung des Gebietes. Im Zuge der verschiedenen Verwaltungsreformen nach der Liberalen Revolution 1822 wurde der Kreis Nelas 1852 durch Zusammenlegung der bis dahin eigenständigen Kreise Senhorim und Canas de Senhorim neu geschaffen. Einige Entwicklung nahm der Kreis mit Ankunft der Eisenbahn 1882 und der in verschiedenen Etappen verbesserten Straßenanbindung.

## Verwaltung

### Kreis
Nelas ist Sitz eines gleichnamigen Kreises. Die Nachbarkreise sind (im Uhrzeigersinn im Norden beginnend): Mangualde, Seia, Oliveira do Hospital, Carregal do Sal sowie Viseu.
Mit der Gebietsreform im September 2013 wurden mehrere Gemeinden zu neuen Gemeinden zusammengefasst, sodass sich die Zahl der Gemeinden von zuvor neun auf sieben verringerte.
Die folgenden Gemeinden (Freguesias) liegen im Kreis Nelas:

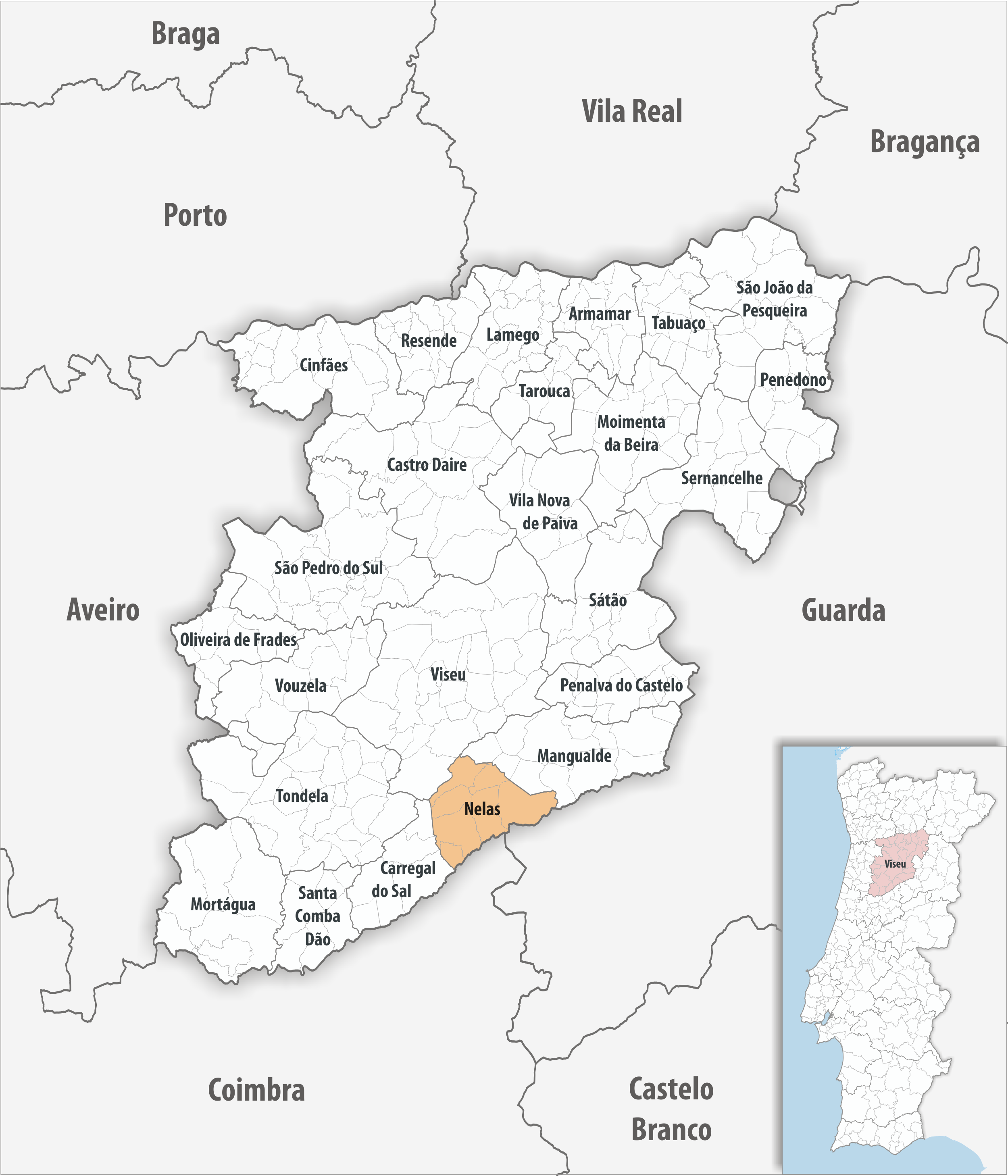
Kreis Nelas

| Gemeinde                     | Einwohner (2021) | Fläche km² | Dichte Einw./km² | LAU- Code |
| ---------------------------- | ---------------- | ---------- | ---------------- | --------- |
| Canas de Senhorim            | 3.334            | 25,45      | 131              | 180901    |
| Carvalhal Redondo e Aguieira | 1.371            | 13,52      | 101              | 180910    |
| Lapa do Lobo                 | 682              | 7,32       | 93               | 180908    |
| Nelas                        | 4.634            | 21,63      | 214              | 180903    |
| Santar e Moreira             | 1.411            | 16,30      | 87               | 180911    |
| Senhorim                     | 1.019            | 31,34      | 33               | 180905    |
| Vilar Seco                   | 668              | 10,15      | 66               | 180906    |
| Kreis Nelas                  | 13.119           | 125,71     | 104              | 1809      |

### Bevölkerungsentwicklung
| Einwohnerzahl im Kreis Nelas (1801–2011) | Einwohnerzahl im Kreis Nelas (1801–2011) | Einwohnerzahl im Kreis Nelas (1801–2011) | Einwohnerzahl im Kreis Nelas (1801–2011) | Einwohnerzahl im Kreis Nelas (1801–2011) | Einwohnerzahl im Kreis Nelas (1801–2011) | Einwohnerzahl im Kreis Nelas (1801–2011) | Einwohnerzahl im Kreis Nelas (1801–2011) | Einwohnerzahl im Kreis Nelas (1801–2011) | Einwohnerzahl im Kreis Nelas (1801–2011) |
| ---------------------------------------- | ---------------------------------------- | ---------------------------------------- | ---------------------------------------- | ---------------------------------------- | ---------------------------------------- | ---------------------------------------- | ---------------------------------------- | ---------------------------------------- | ---------------------------------------- |
| 1801                                     | 1849                                     | 1900                                     | 1930                                     | 1960                                     | 1981                                     | 1991                                     | 2001                                     | 2011                                     |                                          |
| 5.379                                    | 5.904                                    | 14.145                                   | 14.470                                   | 16.504                                   | 15.069                                   | 14.618                                   | 14.283                                   | 14.037                                   |                                          |

### Kommunaler Feiertag
- 24. Juni

### Städtepartnerschaften
- Mosambik: Manhiça, Provinz Maputo[6]

## Wirtschaft
Die Industrie ist ein wichtiger Motor der Wirtschaft von Nelas. Seine Eisenbahn- und Straßenanschlüsse, Rohstoffvorkommen in den Minas da Urgeiriça und die von nahen Kraftwerken produzierte Energie schufen die Bedingungen zur Entstehung und Ansiedlung von Industriebetrieben. Inzwischen hat jedoch eine relative Deindustrialisierung im Kreis stattgefunden, der mit Ansiedlung neuer Unternehmen in den Gewerbeparks des Kreises begegnet wird.
Nelas liegt im Weinbaugebiet des Dão. Mit der Festa/Feira do Vinho do Dão findet hier eines der wichtigsten Feste der Weinregion statt. Das Centro de Estudos Vitivinícolas, das Forschungszentrum der Weinregion Dão, hat seinen Sitz in Nelas. Neben dem Weinbau ist auch die übrige Landwirtschaft von Bedeutung. So gehört die lokale Käsevariante zum herkunftsgeschützten (port.: Denominação de Origem Protegida) Käse Queijo Serra da Estrela. Auch das hiesige Olivenöl ist zu nennen.
Der Fremdenverkehr hat hier als Individualtourismus Bedeutung und findet insbesondere in Einrichtungen des Turismo rural statt. Diese sind hier häufig in historischen Herrenhäusern eingerichtet. Ein weiterer Anziehungspunkt für Besucher sind die Thermalbäder Caldas da Felgueira.

## Verkehr
Der Bahnhof von Nelas ist ein Haltepunkt der Eisenbahnstrecke Linha da Beira Alta.
Nelas liegt an der Nationalstraße N234, die etwa 10 km südwestlich in die vierspurige Schnellstraße IC12 übergeht, während sie 15 km nordöstlich an der Anschlussstelle Mangualde die Autobahn A25 (hier auch Europastraße 80) kreuzt.
Der Ort ist in das landesweite Busnetz der Rede Expressos eingebunden.

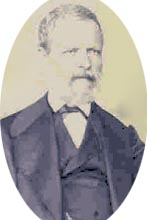
António Maria de Albuquerque do Couto e Brito da Costa e Faro

## Söhne und Töchter der Stadt
- Eugénia Cândida da Fonseca da Silva Mendes († 1843), jüdischstämmige Agrarunternehmerin und liberale Aktivistin
- António Maria de Albuquerque do Couto e Brito da Costa e Faro (1814–?), adliger Richter
- Alexandrino Garcia (1907–1993), Konzerngründer in Brasilien
- André Marques (* 1987 in Canas de Senhorim), Fußballspieler